# Оспедалетти
Оспедалетти (итал. Ospedaletti) — коммуна в Италии, располагается в регионе Лигурия, в провинции Империя.
Население составляет 3670 человек (2008 г.), плотность населения составляет 713 чел./км². Занимает площадь 5 км². Почтовый индекс — 18014. Телефонный код — 0184.
Покровителем коммуны почитается святой Иоанн Креститель, празднование 24 июня.

## Демография
Динамика населения:

## Города-побратимы
- Сулак-сюр-Мер, Франция

## Администрация коммуны
- Официальный сайт: http://www.comune.ospedaletti.im.it/ Архивная копия от 11 апреля 2010 на Wayback Machine